# Пиктский зверь

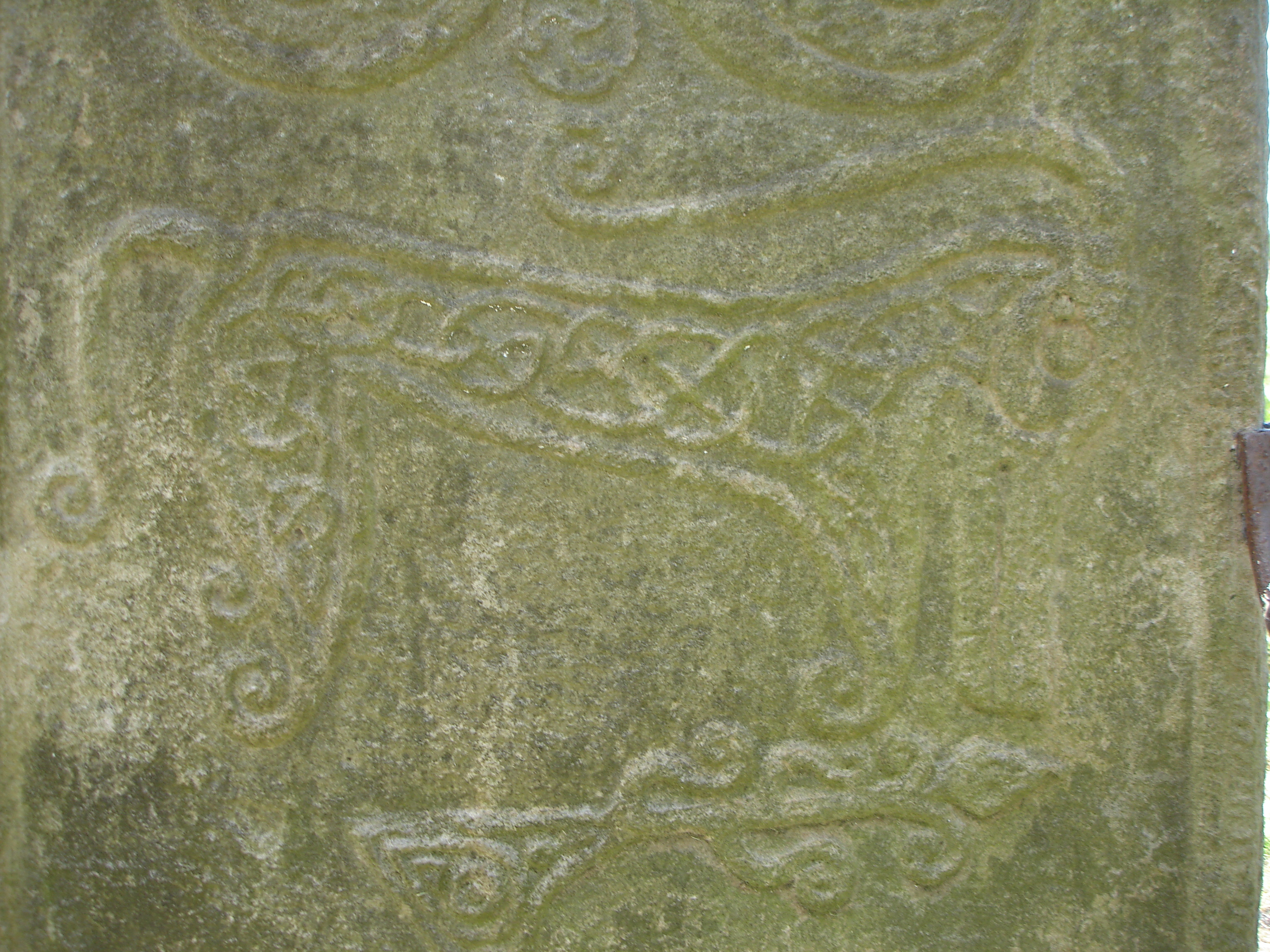

Пиктский зверь — неизвестное животное, символическое изображение которого пикты вырезали на камнях. Опознать в нём какое-то реальное животное не представляется возможным. Возможно это морской конёк, дельфин или кэльпи (мифическая водяная лошадь). Некоторые полагают, что это изображение Лох-Несского чудовища.
Пиктский зверь довольно часто встречается среди пиктских изображений животных. Несомненно, это свидетельствует о большом значении символа для пиктов. Точное значение символа неизвестно, возможно, это был персонаж пиктской мифологии или политический символ.
На камнях c более ранней датировкой зверь вырезан в «канонической» форме. В более поздних памятниках изображение упрощается и деградирует, детали искажаются. К примеру, на камне, найденном в Голспи, завитки осмысленно наложены на тело существа и являются неотъемлемой частью рисунка. Эти характерные завитки встречаются и в других пиктских изображениях зверей, они служат для подчёркивания анатомических деталей. В другом камне из Файви по телу «зверя» завитки нанесены уже без изначального смысла, просто для красоты, а на монументе в Ларго они превращаются просто в двойной контур.
Есть вероятность, что это изображение борзых, так как пикты использовали собак для охоты и загона.